# Односводчатая станция глубокого заложения

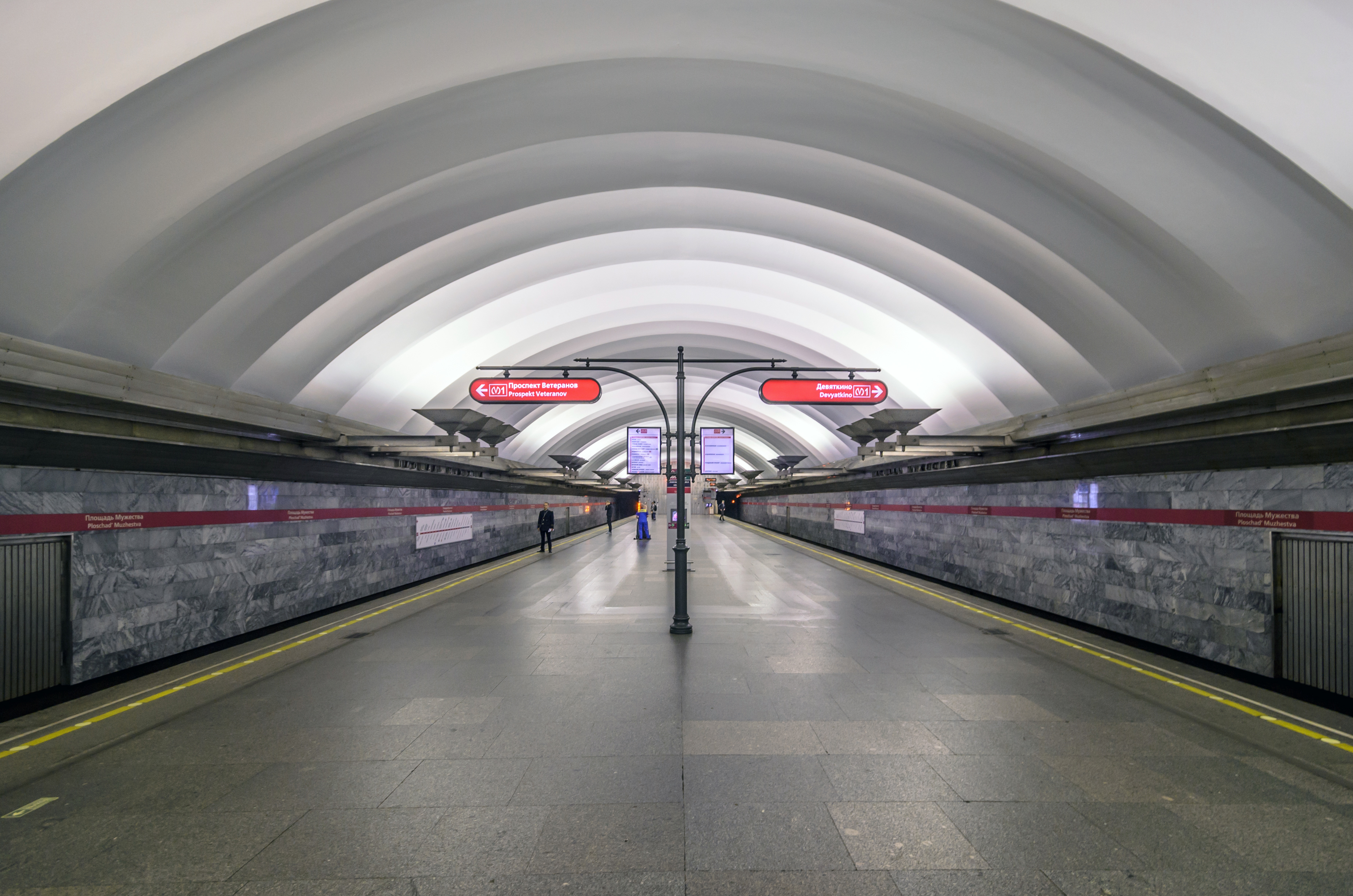
Станция «Площадь Мужества» Петербургского метрополитена

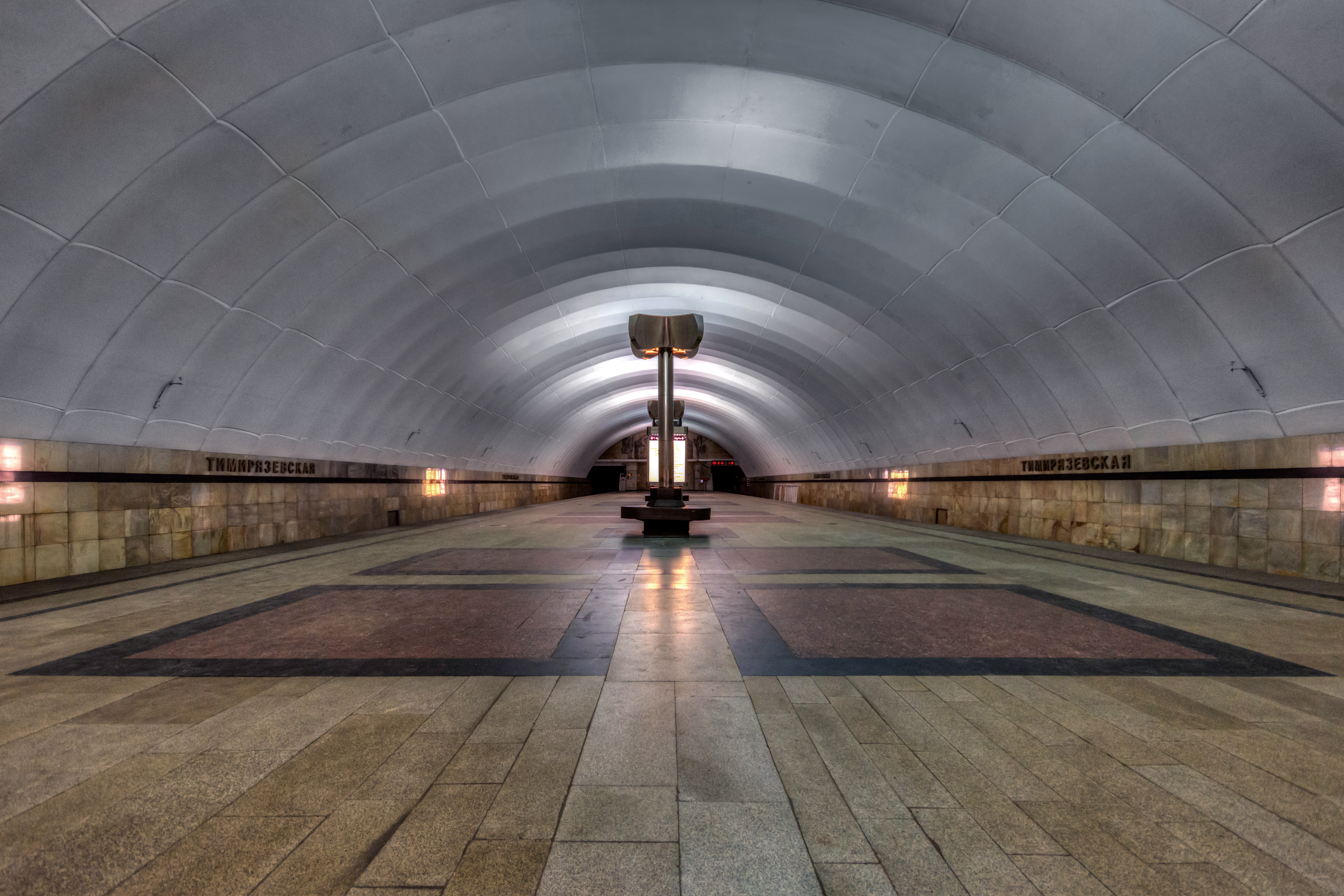
Станция «Тимирязевская» Московского метрополитена

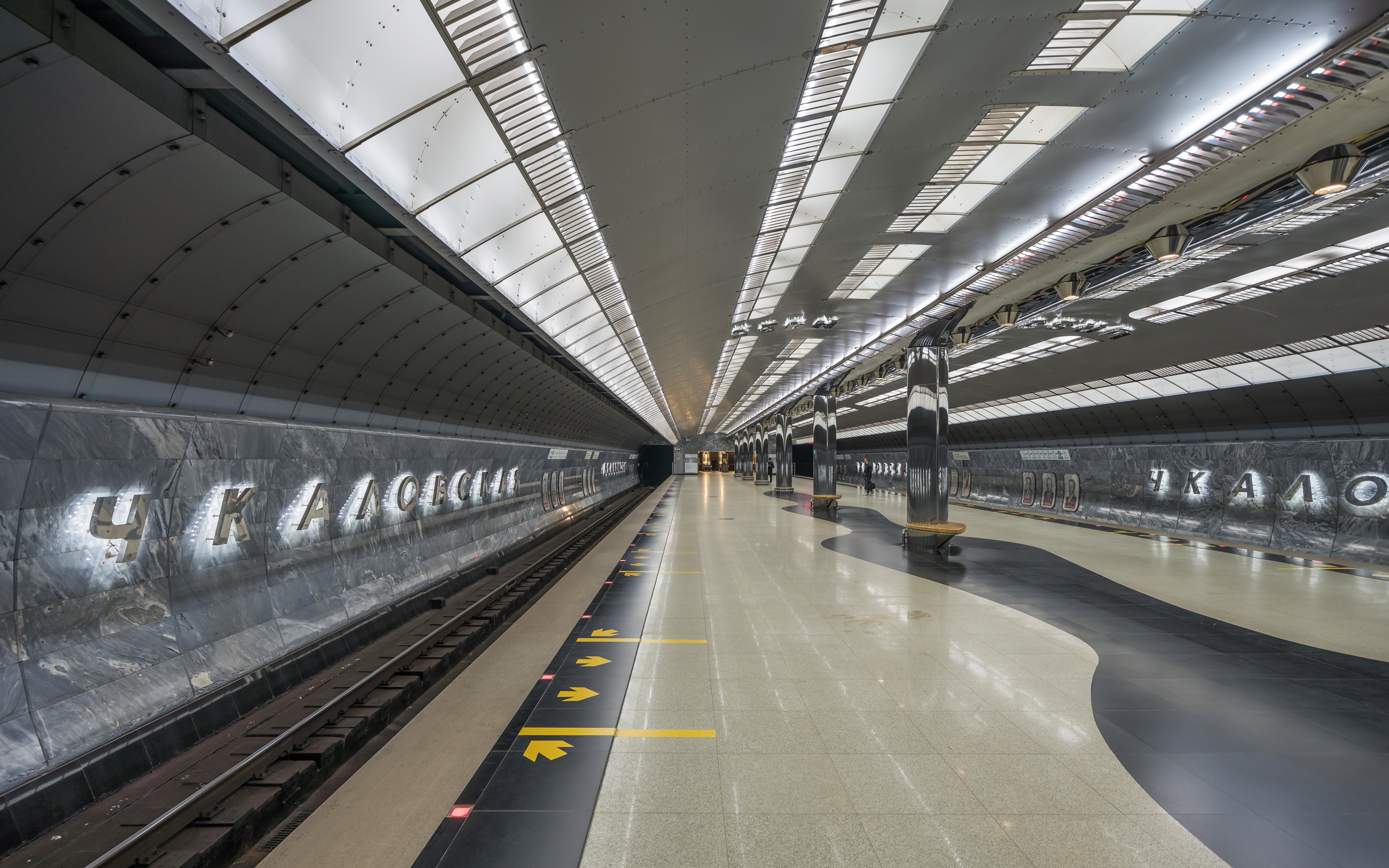
Станция «Чкаловская» Екатеринбургского метрополитена

Односво́дчатая ста́нция глубо́кого заложе́ния в метрополитене — разновидность станции, при сооружении которой, согласно строительным нормам и правилам, применяется закрытый способ работ — без вскрытия дневной поверхности грунта. Представляет собой однообъёмный зал со сводом большой подъёмистости, в котором располагается островная платформа, пути и подплатформенные помещения.

### Односводчатая станция глубокого заложения ленинградского типа
Проект односводчатой станции глубокого заложения ленинградского типа («ленинградский односвод») был разработан в Ленинграде в 1961 году. Первыми подобными станциями в мире стали открытые в 1975 году «Политехническая» и «Площадь Мужества».
Станция состоит из следующих конструктивных элементов: свод, набранный из обжатых в породу омоноличенных железобетонных блоков, опорные тоннели с бетонной подушкой и обратный свод.
Подобный тип станции позволяет добиться значительной механизации работ при строительстве. Тоннелепроходческий комплекс ведёт проходку перегонного тоннеля к станции, после чего отклоняется от оси тоннеля вниз вправо и проходит опорный тоннель станции, а затем возвращается на трассу перегонного тоннеля, чтобы продолжить путь уже к следующей станции. Между двумя опорными тоннелями разрабатывается калоттная прорезь по периметру будущего свода. В прорези из железобетонных блоков собирается секция свода, которая обжимается в грунт с помощью специального замкового блока с домкратами. Секция свода опирается на бетонную подушку, заливаемую в опорном тоннеле. После того, как свод станции собран, разрабатывается грунт уже внутри станции.
Разновидностью односводчатой станции является двухъярусная пересадочная станция. Единственная к настоящему времени станция данного типа построена также в Санкт-Петербурге — станция «Спортивная», но она в настоящее время не используется как пересадочная.
Бо́льшая часть односводчатых станций ленинградского типа построена в Санкт-Петербурге — «Озерки», «Чёрная речка», «Обухово», «Чкаловская» и другие. Однако со второй половины 90-х годов от строительства станций такого типа отказались, главным образом из-за того, что они требуют непрерывного строительства, а при нынешнем нерегулярном финансировании это не всегда возможно. Выбор был сделан в пользу пилонных и колонно-стеновых станций: на любом этапе строительства их можно законсервировать, и это никак не повлияет на дальнейшую судьбу станции.
В Московском метрополитене есть только одна односводчатая станция глубокого заложения ленинградского типа — «Тимирязевская», остальные односводчатые станции — мелкого заложения.

### Другие типы односводчатых станций глубокого заложения на постсоветском пространстве
В конце 1970-х годов в Тбилиси была разработана другая конструкция односводчатой станции, рассчитанная на местные скальные грунты. На Сабурталинской линии в 1979 году были открыты две первые станции — Вагзлис моедани-2 и Политехникури. В 1985 году к ним добавились три станции Дидубе-Самгорской линии — Варкетили, Грмагеле и Гурамишвили. В 2017 году состоялось открытие ещё одной односводчатой станции глубокого заложения — Университета, однако в конструкциях станция была построена ещё до остановки строительства, то есть до 1989 года.
Близкий по конструкции к тбилисскому типу был использован в Днепропетровске, где в местных гранитах высокой степени трещиноватости были сооружены четыре односводчатых станции глубокого заложения из монолитного бетона.
Третий тип конструкции односводчатой станции глубокого заложения разработали для скального грунта Екатеринбурга. В настоящее время действуют три таких станции — «Динамо», «Чкаловская» и «Геологическая» (на последних двух, помимо несущего свода, имеется более низкий декоративный, над которым находится второй ярус, где размещены служебные и технические помещения).